# Maison du Sénéchal (Hastingues)
Pour les articles homonymes, voir Maison du Sénéchal.
La maison du Sénéchal se situe sur la commune d'Hastingues, dans le département français des Landes. Elle est inscrite aux monuments historiques par arrêté du 23 juin 1937.

## Présentation
La maison du Sénéchal, également dite « maison du gouverneur » ou encore « maison Laplante », date de la fin du XVe siècle ou du début du XVIe siècle. Elle est la plus ancienne maison de la rue principale de la bastide et a conservé toutes les caractéristiques du style anglais.
L'ouverture principale est surmontée d'une moulure en forme d'accolade. A son sommet, un ange aux ailes déployées porte un écusson. Deux culots sculptés (homme en robe courte, personnage en robe longue) supportent sa base. Au-dessus de l'arc de la porte de gauche, on peut lire les initiales I.D.L.P. désignant son propriétaire Ioan De La Plante, sergent royal né en 1572. La date de 1593 ne concerne que cette ouverture, la maison étant de construction plus ancienne. Les descendants du chevalier de La Plante occupent encore la maison en 1889. La maison Magendie, qui sera le premier temple protestant de la bastide, est érigé juste à côté.

## Galerie

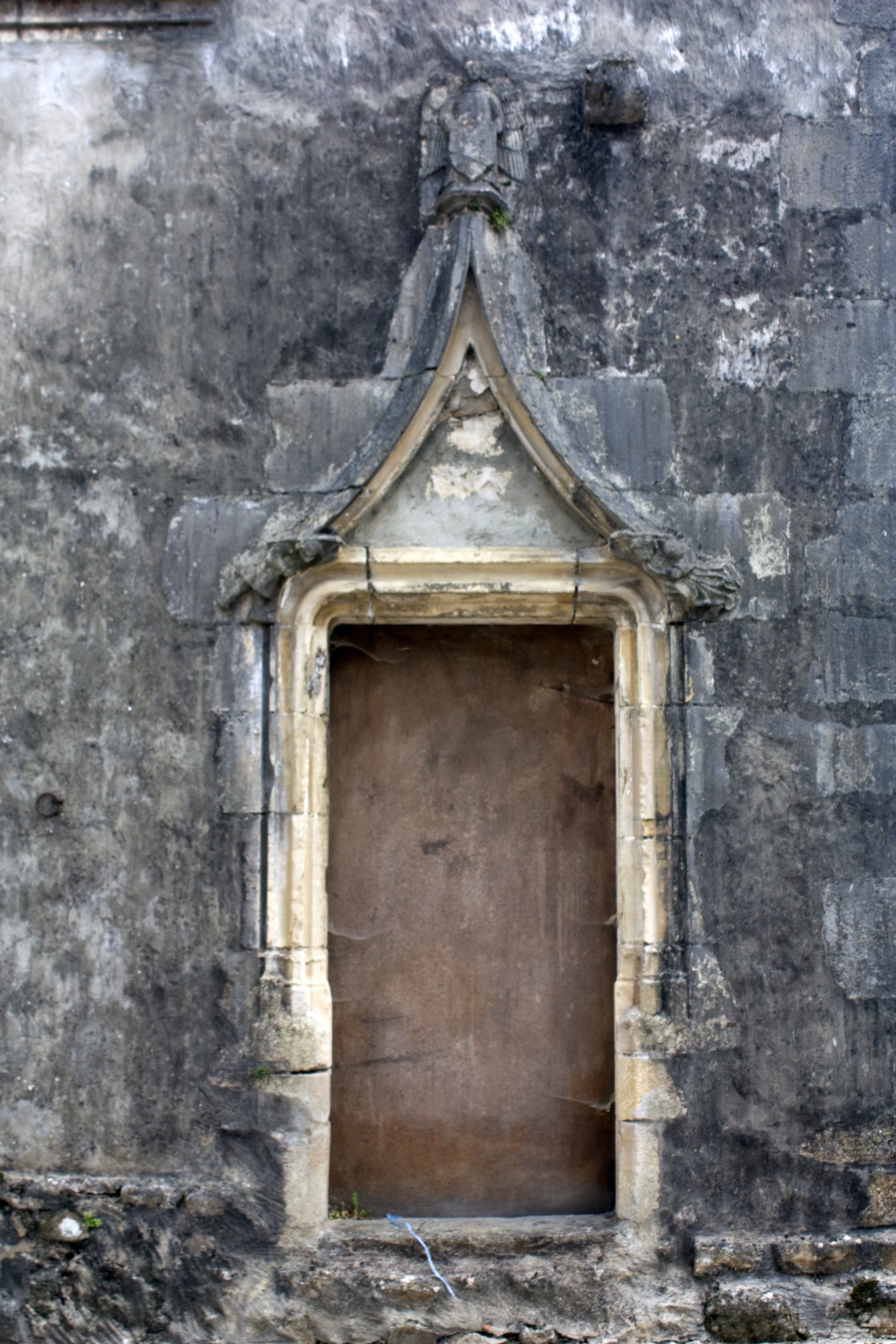
Porte de la maison du Sénéchal : un homme vêtu d'une robe courte et un autre vêtu d'une robe longue supportent la base des arcs, tandis qu'un ange couronne le frontispice.
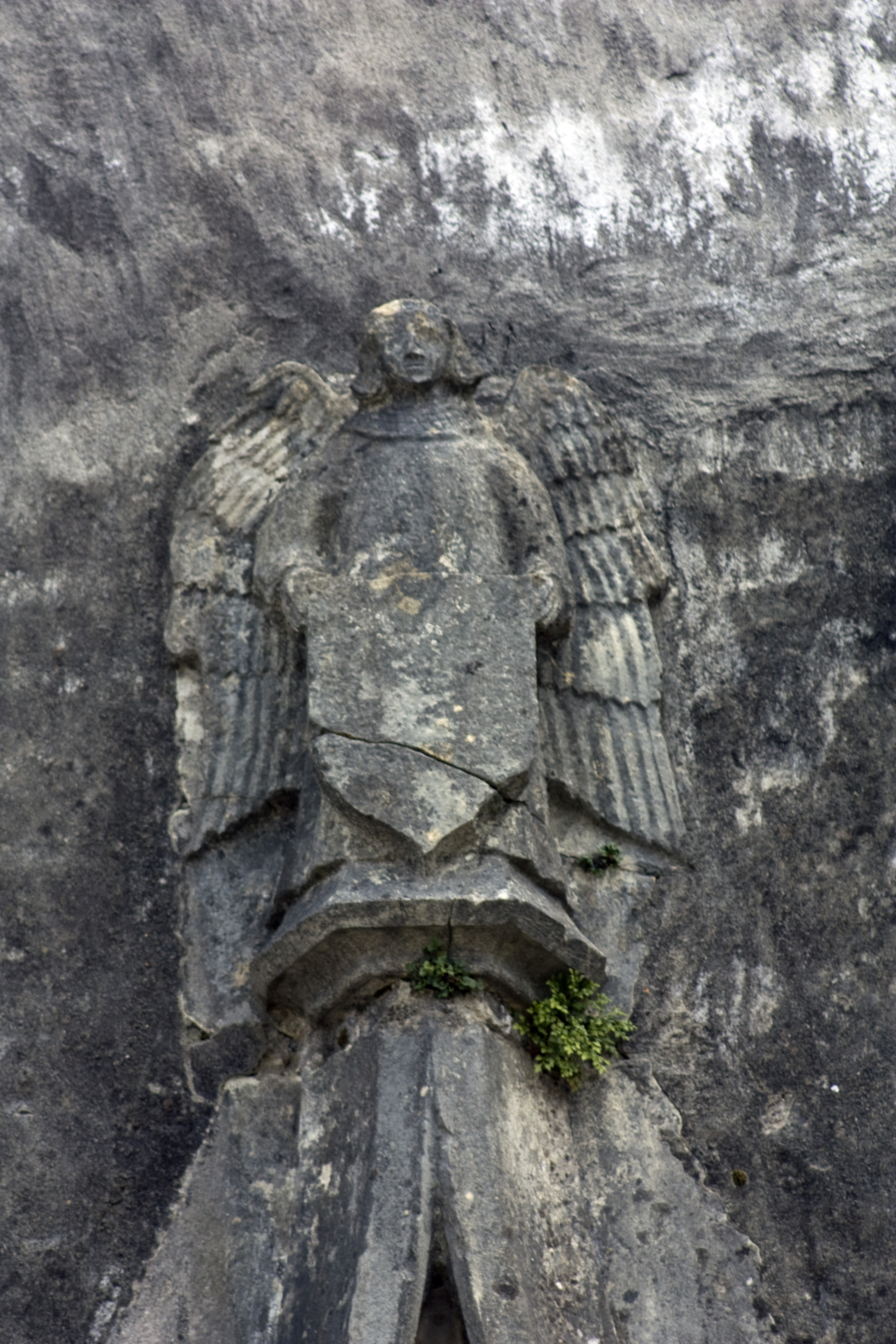
L'ange tient un écu.